# Zarudzie (obwód winnicki)
Zarudzie (ukr. Заруддя) – wieś na Ukrainie w rejonie oratowskim obwodu winnickiego.